# Volleybalvereniging Lycurgus
Il Volleybalvereniging Lycurgus è una società pallavolistica maschile olandese, con sede a Groninga: milita nel campionato olandese di Eredivisie.

## Rosa 2024-2025
| N° | Nome                | Ruolo | Data di nascita  | Nazionalità sportiva |
| -- | ------------------- | ----- | ---------------- | -------------------- |
| 1  | Gijs van Solkema    | P     | 21 maggio 1998   | Paesi Bassi          |
| 3  | Uroš Planinšič      | P     | 9 maggio 1998    | Slovenia             |
| 4  | Jo Sunde            | S     | 27 aprile 2003   | Norvegia             |
| 5  | Auke van de Kamp    | S     | 31 luglio 1995   | Paesi Bassi          |
| 6  | Niels Kuijpens      | L     | 8 dicembre 1995  | Paesi Bassi          |
| 7  | Alexej Zhbankov     | C     | 18 luglio 2003   | Finlandia            |
| 8  | Guus Boer           | S     | 2 aprile 2004    | Paesi Bassi          |
| 9  | Nuno Marques        | S     | 6 giugno 2003    | Portogallo           |
| 10 | Stijn van Schie     | O     | 19 febbraio 1995 | Paesi Bassi          |
| 11 | Vicente Parraguirre | S     | 14 ottobre 1994  | Cile                 |
| 14 | Robin Boekhoudt     | C     | 13 marzo 2001    | Paesi Bassi          |
| 16 | Niels de Vries      | C     | 4 luglio 1996    | Paesi Bassi          |
| 20 | Jeffrey Klok        | L     | 29 ottobre 1998  | Paesi Bassi          |
| 21 | Martijn Brilhuis    | O     | 30 gennaio 2001  | Paesi Bassi          |

## Palmarès
- Campionato olandese: 3

2015-16, 2016-17, 2017-18
- Coppa dei Paesi Bassi: 5

2015-16, 2019-20, 2020-21, 2021-22, 2022-23
- Supercoppa olandese: 6

2015, 2016, 2017, 2018, 2020, 2022